# Sonate pour violon et piano de Chostakovitch
Pour les articles homonymes, voir Sonate pour violon et piano.
La Sonate pour violon et piano op. 134 de Dmitri Chostakovitch est une œuvre composée en 1968.

## Historique
Cette œuvre, qui fut composée en 1968, est le fruit d'une erreur dans le sens où Chostakovitch avait dédié à David Oïstrakh son Deuxième Concerto pour violon en 1967 pour son 60e anniversaire. Or, le violoniste  devait le célébrer en 1968. Pour réparer cette erreur, Chostakovitch composa et dédia à Oïstrakh cette nouvelle œuvre. La sonate fut créée devant l'Union des compositeurs soviétiques, le 8 janvier 1969 à Moscou avec Moisei Vainberg au piano puis donnée en public le 3 mai 1969 cette fois-ci avec Sviatoslav Richter.

## Analyse de l'œuvre
Cette œuvre assez noire est écrite par un Chostakovitch malade et obsédé par la mort et le retour d'une politique répressive extrême en URSS avec l'arrivée au pouvoir de Léonid Brejnev. La composition, utilisant les fondements du dodécaphonisme, hésite entre tonalité majeure et mineure. Les trois mouvements initialement appelés Pastorale, Allegro Furioso, et Variations sur un thème sont à ce jour indiqués par des chiffres romains dans toutes les éditions.

### Andante
Le premier mouvement de forme sonate dure environ dix minutes. Le premier thème est exposé par le piano. Écrit avec les douze notes de la gamme chromatique, il rappelle les premières mesures de la Première Sonate pour violon et piano de Prokofiev. Ici comme chez Prokofiev — dont l'influence est claire, en particulier dans les parties pour violon —, la musique est empreinte d'austérité. Le second thème (interprété par le violon) n'est autre que le motif DSCH légèrement remanié (« ré, mi bémol, ré bémol, do, si ») : le ré bémol de transition « enlève à ce motif en croix son caractère monumental digne d'un Bach pour lui donner un caractère incroyablement douloureux et torturé ».

### Allegretto
Marqué Allegretto, le deuxième mouvement est énergique et violent. De structure en arche ABA, sa dureté vient des libertés dynamique, rythmique et tonale.  
Le deuxième mouvement dure approximativement six minutes trente. Il s'agit d'un scherzo-toccata.

### Largo
Le troisième et dernier mouvement dure environ quatorze minutes.

## Discographie sélective
- Sonates pour violon de Bartók et Chostakovitch par David Oïstrakh et Sviatoslav Richter, 1969, rééd. chez Melodyia 1997.
- D. Shostakovich : Sonate pour Violon et Piano ; Sonate pour Alto et Piano par Oleg Kagan et Sviatoslav Richter, enregistrées le 17 mai 1985 dans la Grande Salle du Conservatoire Tchaïkovski de Moscou.
- Le Violon de Rothschild, sonates pour violon de Chostakovitch, M. Weinberg, Goldfaden, G. Perlman, J. Achron, par Lyonel Schmit (violon) et Julien Guénebaut (piano) chez Fondamenta, 2011.
- Concertos pour piano n°1 op. 35 et n° 2 op. 102 ; Sonate pour violon et piano op. 134 par Alexander Melnikov (piano), Isabelle Faust (violon), Jeroen Berwaerts (trompette) et le Mahler Chamber Orchestra dirigé par Teodor Currentzis chez Harmonia Classique, 2012.